# Die Jahre vergehen (1945)
Die Jahre vergehen (Alternativtitel: Der Senator) ist ein 1944 entstandenes reichsdeutsches Familiendrama von Günther Rittau. Die Hauptrollen spielen Heidemarie Hatheyer, Carl Kuhlmann und Käthe Dyckhoff. Der Geschichte liegt das 1936 veröffentlichte Bühnenstück Romanze von Erich Ebermayer zugrunde, der auch am Drehbuch beteiligt war.

## Handlung
Der Senator und Großreeder Ferdinand Kersten hat es mit seinem seit Generationen bestehenden Familienbetrieb weit gebracht, und sein ganzer Stolz ist seine Enkeltochter Viktoria, die zum 75. Geburtstag ihres Großvaters ihre neue, große Liebe vorstellt: Es handelt sich dabei um Peter Behrendsen, dem Sohn des in Südamerika zu beträchtlichem Wohlstand gekommenen Reeders Georg Behrendsen und dessen deutlich jüngerer Frau Irene. Da Georg vor geraumer Zeit verstorben ist, hat Irene, die zu Vertragsverhandlungen nach Deutschland angereist ist, die Leitung der Firma übernommen. Es dreht sich um die Verlängerung eines Kooperationsvertrages mit Kerstens Reederei, doch überraschenderweise zeigt sich Irene Behrendsen nicht dazu bereit, diesen vor 50 Jahren abgeschlossenen Kontrakt zu prolongieren. Peter gerät durch die Entscheidung seiner Mutter, auf die er mit großem Unverständnis reagiert, arg in die Klemme, sitzt er somit doch zwischen zwei Stühlen: dem seiner eigenen Familie und dem derjenigen Familie, dessen Angehörige Viktoria er zu heiraten gedenkt. Eines Tages nimmt ihn der alte Kersten zur Seite und erklärt ihm die Gründe für Irenes Verhalten.
Einst wurde der Vertrag zwischen ihm, Senator Ferdinand und seinem Geschäftsfreund Georg abgeschlossen. Da Irene sich von ihrem Gatten Georg damals vernachlässigt fühlte und die Ehe als sehr unglücklich galt, beauftragte Ferdinand Kersten seinen Sohn Wilhelm, sich während der Unterhandlungen ein wenig um Irene zu kümmern. Beide verliebten sich augenblicklich ineinander, und Irene versprach Wilhelm, sich von ihrem ungeliebten Gatten scheiden zu lassen, um anschließend ihn zu heiraten. Der alte Behrendsen sah durch diese Ankündigung die Geschäftsbeziehungen mit Georg Behrendsen massiv gestört und ordnete an, dass sich Sohn Wilhelm augenblicklich auf eine längere Geschäftsreise nach Ostasien begeben solle. Vater Ferdinands Wille war stärker als Wilhelms Liebe zu Irene, und so beugte sich dieser und verließ das Land, ohne sich wenigstens von seiner Geliebten zu verabschieden. Irene, die ihrem Mann bereits angekündigt hatte, sich von ihm trennen zu wollen, suchte daraufhin das Gespräch mit Senator Kersten, um ihm bittere Vorwürfe zu machen. Dieser aber entgegnete kühl, dass eine Frau, die ihren Mann für einen anderen verlassen wolle, nicht die Richtige für seinen Wilhelm sei. Verbittert und zutiefst enttäuscht kehrte Irene mit ihrem Noch-Gatten nach Südamerika zurück.
Die Jahre vergehen. Wilhelm Kersten ist im Krieg gefallen, und jede Hoffnung des alten Senators, jemals einen männlichen Stammhalter zu bekommen, der eines Tages den Familienbetrieb fortführen werde, ist zerstoben. Deswegen gilt all seine Liebe seiner Enkelin Viktoria. Dass es das Schicksal nun will, dass sie ausgerechnet einen jungen Mann und möglichen Firmenerben ins Haus bringt, wäre die Lösung all seiner Probleme, wäre dieser Peter Behrendsen nicht ausgerechnet der Sohn jener Frau, die den Senator seit beider Begegnung damals ausgiebig hasst, da Irene den alten Kersten für ihr Liebesunglück verantwortlich macht. Für Irene ist es die ideale Gelegenheit, sich für das damals erlittene Unrecht zu rächen. Nun droht sie denselben Fehler zu machen, indem sie ihrem Sohn Peter klarmacht, dass er unmöglich ein Mitglied des Hauses Kersten heiraten dürfe. Doch Peter besitzt mehr Charakter als einst Viktorias Geliebter Wilhelm. Er steht fest zu seiner Freundin Viktoria, selbst, als Irene Behrendsen ihn zu enterben droht. Irene erkennt, dass sie Peter zu verlieren droht und springt über ihren Schatten. Um das Liebesglück ihres Sohnes nicht zu zerstören, reicht sie nach einem halben Jahrhundert Senator Kersten die Hand und schließt mit ihm Frieden.

## Produktionsnotizen
Die Jahre vergehen wurde zwischen dem 15. Januar und Ende März 1944 im Althoff-Atelier in Babelsberg sowie in Garmisch-Partenkirchen (Außenaufnahmen) gedreht. Die Zensur erfolgte am 27. November 1944, die Uraufführung war am 6. Februar 1945 in Dresden.
Walter Zeiske war Produktionsleiter. Karl Vollbrecht und Willy Schiller schufen die Filmbauten, Hildegard Ordnung die Kostüme.
Als einziger Musiktitel wurde Ein kleines Lied gespielt.

## Kritik
Im Lexikon des Internationalen Films heißt es: „Konventionelles Gesellschaftsdrama mit nobler Attitüde.“